# Anna Lambe
Anna Lambe (Inuktitut ᐊᓐᓇ ᓛᒻᐳ, * 25. September 2000 in Iqaluit, Nunavut) ist eine kanadische Inuit-Schauspielerin.

## Leben und Karriere
Lambe wurde am 25. September 2000 geboren. Sie studierte an der Universität Ottawa. Ihr Debüt gab sie 2018 in dem Film The Grizzlies. Anschließend bekam sie 2020 in der Serie Trickster eine Hauptrolle. 2021 wurde sie bei den 9th Canadian Screen Awards als Beste Nebendarstellerin in einer Dramaserie nominiert.
Von 2021 bis 2022 trat sie in Diggstown auf. Außerdem spielte Lambe 2022 in Three Pines mit. Unter anderem setzte sie ihre Karriere in Alaska Daily fort. 2024 wurde Lambe für die Serie True Detective gecastet.

## Filmografie
Filme
Filme
- 2018: The Grizzlies

Serien
- 2020: Trickster
- 2021–2022: Diggstown
- 2022: Three Pines
- 2023: Alaska Daily

- 2024: True Detective
- 2025: North of North